# Frederic Dorr Steele
Frederic Dorr Steele (n. 6 august 1873, Eagle Mills, Marquette, Michigan - d. 6 iulie 1944, New York) a fost un ilustrator american, renumit pentru ilustrarea povestirilor cu Sherlock Holmes din revistele americane.

## Biografie
Steele era descendent al lui William Bradford (1590-1657) și a studiat la National Academy of Design din New York. El a lucrat pentru The Illustrated American (1896–1897) și a realizat apoi ilustrații pe cont propriu.
Munca sa pentru Scribner's Magazine a inclus folosirea cernelurilor colorate (în special la câteva povestiri cu calul Sewell Ford). El a fost invitat în 1903 de Collier's Weekly să realizeze ilustrațiile pentru Întoarcerea lui Sherlock Holmes. A continuat să ilustreze povestirile lui Conan Doyle pentru diferiți editori în tot restul carierei sale. Modelul său pentru imaginea lui Holmes a fost portretizarea caracterului de către actorul american William Gillette, acesta fiind responsabil pentru asocierea lui Holmes cu pipa curbată (calabash) și cu șapca deerstalker.
El a mai realizat ilustrații și pentru alte reviste cum ar fi The Century Magazine, McClure's, The American Magazine, Metropolitan Magazine, Woman’s Home Companion și Everybody’s Magazine (la care a fost redactor artistic în primul război mondial). În perioada anilor 1930, el a scris cuplete teatrale pentru New York Herald Tribune.
Steele s-a căsătorit cu Mary ("Polly") Thyng în 1898 și pentru o lungă perioadă de timp până în 1912 au trăit la Nutley, New Jersey, apoi s-au întors la  New York. Cuplul s-a separat în 1936. El a murit la Spitalul Bellevue din New York la 6 iulie 1944.